# 短尖假懸蘚
短尖假懸蘚（学名：Pseudobarbella attenuata）为蔓蘚科假懸蘚屬下的一个种。